# غاري سكوت تومسون
غاري سكوت تومسون (بالإنجليزية: Gary Scott Thompson)‏ هو منتج أفلام ومنتج تلفزيوني وكاتب سيناريو ومخرج أمريكي، ولد في 7 أكتوبر 1959 في باغو باغو في الولايات المتحدة.

## وصلات خارجية
- غاري سكوت تومسون على موقع IMDb (الإنجليزية)
- غاري سكوت تومسون على موقع ألو سيني (الفرنسية)
- غاري سكوت تومسون على موقع أول موفي (الإنجليزية)
- غاري سكوت تومسون على موقع قاعدة بيانات الأفلام السويدية (السويدية)
- غاري سكوت تومسون على موقع قاعدة بيانات الفيلم (الإنجليزية)
- غاري سكوت تومسون على موقع كينوبويسك (الروسية)